# موبيان
موبيان (بالإنجليزية: Mobian)‏ هو مشروع يهدف لجعل توزيعة دبيان جنو/لينكس متوافقة مع أجهزة الهواتف الذكية والحواسب اللوحية. تم الإعلان عن المشروع في 2020، وهو متوافق مع أجهزة باين فون، وباين تاب، وليبرم 5، وون بلس 6 أو 6تي، وبوكوفون إف 1.

## وصلات خارجية
- الموقع الرسمي